# Owstonia pectinifer
Owstonia pectinifer is een straalvinnige vissensoort uit de familie van lintvissen (Cepolidae). De wetenschappelijke naam van de soort is voor het eerst geldig gepubliceerd in 1939 door Myers.